# ریسکو، دانمارک
ریسکو (به دانمارکی: Risskov) یک منطقهٔ مسکونی در دانمارک است که در شهرداری آرهوس واقع شده‌است.